# John Robartes, 1. hrabě z Radnoru
John Robartes, 1. hrabě z Radnoru (John Robartes, 1st Earl of Radnor, 1st Viscount Bodmin, 2nd Baron Robartes) (1606, Truro, Anglie – 17. července 1685, Londýn, Anglie), byl anglický vojevůdce a státník 17. století. Za anglické revoluce bojoval v parlamentní armádě, později se stal stoupencem obnovení monarchie a zastával řadu vysokých úřadů. Byl dlouholetým lordem strážcem tajné pečeti, prezidentem Tajné rady a dvakrát místokrálem v Irsku. Jako dědic titulu barona byl od mládí členem Sněmovny lordů, v závěru své kariéry dosáhl titulu hraběte (1679).

## Životopis
Pocházel z rodiny s původním jménem Roberts, která počátkem 17. století zbohatla v Cornwallu na obchodu s cínem a vlnou. Narodil se jako jediný syn Richarda Robartese (1577–1634), který koupil panství Radnor v Cornwallu a v roce 1625 získal titul barona. John studoval v Oxfordu a díky kontaktům svého otce se v roce 1630 oženil s Lucy Rich, dcerou 1. hraběte z Warwicku, čímž pronikl mezi nejvyšší šlechtu. V roce 1634 po otci zdědil titul barona a vstoupil do Sněmovny lordů. Pro nesouhlas s politikou Karla I. se anglické občanské války zúčastnil na straně parlamentu, odvahu prokázal jako plukovník v bitvách u Edgehillu (1642) a Newbury (1643). Stal se místodržitelem v Cornwallu (1642–1645) a Devonu (1644–1645), po dobytí Plymouthu parlamentním vojskem zde byl jmenován guvernérem a bránil město proti královské armádě. Po popravě Karla I. odešel do soukromí na své statky v Cornwallu, mezitím se po ovdovění v roce 1647 oženil s Letitií Smithovou, která byla sestřenicí jeho první manželky.

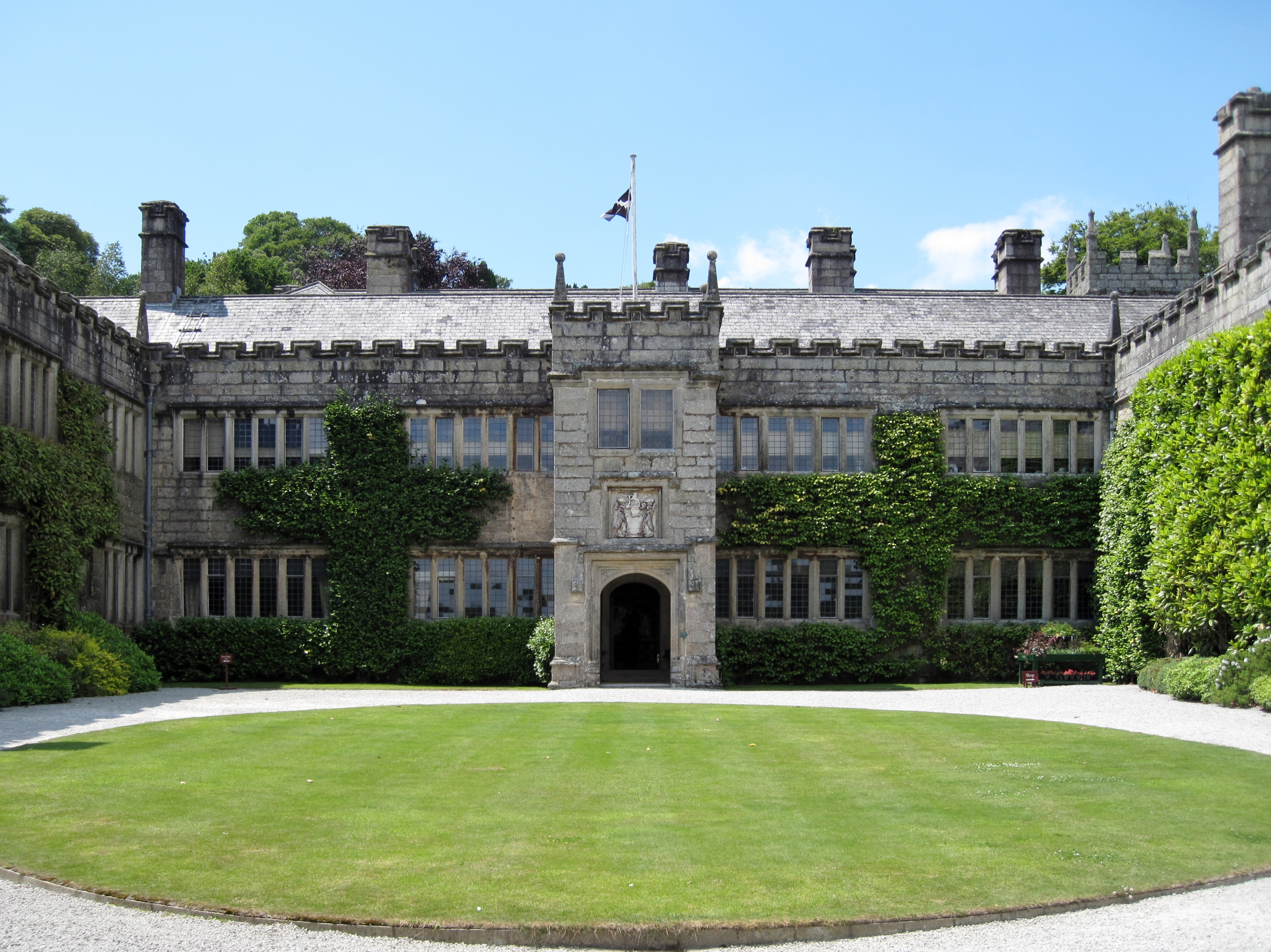
Zámek Lanhydrock House Cornwall, hlavní rodové sídlo od 17. století

Do veřejného života se znovu zapojil až po restauraci Stuartovců v roce 1660, stal se členem Tajné rady, lordem pokladu a v letech 1660–1661 zastupoval George Moncka, vévodu z Albemarle, jako úřadující irský místokrál. V letech 1661–1673 byl lordem strážcem tajné pečeti, mezitím krátce v letech 1669-1670 znovu místokrálem v Irsku. Po návratu z Irska v únoru 1670 se již ani příliš nevěnoval úřadu strážce pečeti a po roce 1673 žil několik let v ústraní na svých statcích. V roce 1679 jej Karel II. znovu povolal do vlády proti sílící whigovské opozici. V červenci 1679 byl povýšen na hraběte z Radnoru a od října 1679 do srpna 1684 byl lordem prezidentem Tajné rady. V poslední fázi své kariéry neměl již žádné politické ambice, byl jen vykonavatelem vůle Karla II. a stoupencem jeho absolutistiských tendencí.
Ze dvou manželství měl celkem jedenáct dětí. Nejstarší syn Robert Robartes (1633–1681) byl dlouholetým členem Dolní sněmovny a krátce vyslancem v Dánsku, zemřel ale ještě před otcem. Poslanci Dolní sněmovny byli také další synové Hender (1634–1688) a Francis (1650–1718). Rodové tituly zdědil vnuk Charles Robartes, 2. hrabě z Radnoru (1660–1723). Rod vymřel v roce 1757.
Hlavním rodovým sídlem byl zámek Lanhydrock House v Cornwallu. Panství koupil v roce 1620 John Robartes, jenž nechal zámek v letech 1636–1642 výrazně přestavět. Po vymření hrabat z Radnoru přešel zámek dědictvím na spřízněnou rodinu Agar, která později užívala jméno Agar-Robartes a v jejímž majetku bylo sídlo do 20. století.